# Макаревич, Игорь Глебович
И́горь Гле́бович Макаре́вич (род. 8 августа 1943[…], Триалети, Квемо-Картли) — советский и российский художник, концептуалист, участник группы «Коллективные действия», заслуженный художник РСФСР (1984).

## Биография
Родился 8 августа 1943 года в селе Триалети в Грузинской ССР в семье архитектора Г. В. Макаревича. C 1955 по 1962 год учился в Средней художественной школе в Москве. С 1962 по 1968 год учился на художественном факультете Всесоюзного государственного института кинематографии.

## Работы находятся в собраниях
- Государственная Третьяковская галерея, Москва.
- Государственный Русский музей, Санкт-Петербург.
- Государственный центр современного искусства, Москва
- Московский музей современного искусства, Москва.
- Музей актуального искусства ART4.RU, Москва.
- Новый музей, Санкт-Петербург.
- Центр Жоржа Помпиду, Париж, Франция.
- Коллекция Библиотеки Конгресса США, Вашингтон, США.
- Музей Людвига, Кёльн, Германия.

## Семья
- Жена — Елена Елагина (1949—2022) — художница и частый соавтор Игоря Макаревича.
- Мать — Татьяна Андреевна Ганская-Решетникова (1920—1982) — художница.
- Отец — Глеб Васильевич Макаревич (1920—1999) — главный архитектор Москвы в 1980—1987 годах.
- Дед — Василий Львович Макаревич (1893—1975) — архитектор, работал в системе треста ХРАМГЭССТРОЙ в Цалке в 1937—1946 годах, участвовал в строительстве Храми ГЭС[3].

## Персональные выставки
- 2009 — «In Situ». Музей истории искусств, Вена
- 2008 — «Грибы русского Авангарда», A-Foundation, Rochelle School, London; Galerie Sandmann, Berlin
- 2007 — «Русская идея». XL Галерея, Москва.
- 2007 — «Русская идея». Галерея Дом Арт, Москва.
- 2005 — «В пределах прекрасного». ГТГ, Москва.
- 2003 — «HOMO-LIGNUM 03». ГЦСИ, Москва.
- 2003 — «Паган». XL галерея, Москва.
- 2000 — «Графика 1993—2003». Пинакотека, Москва.
- 2000 — «Мастера русской мифологии». Галерея «К», Вашингтон.
- 2000 — «Вредители». Мастерские Арт-Москвы, ЦДХ, Москва.
- 2002 — «Железная муха». XL галерея, Москва.
- 2000 — «Книга сияния». Международный Центр ручной печати, Александрия, Виргиния, США.
- 2000 — «В поисках утраченного времени». Галерея Кринс-Эрнст, Кёльн.
- 2000 — Галерея «Navicula Artis», С-Петербург.
- 2001 — «Блудная дочь». Музей «Дом станционного смотрителя», станция Выра.
- 2001 — «Зооантропомозы». Мастерская «Арт Москва», ЦДХ, Москва.
- 2000 — «Три взгляда». Художественный музей, Южно-Сахалинск.
- 2000 — «НОМАЖ» (совместно с Елагиной). Проект в музее патологической анатомии животных при Ветеринарной академии Санкт-Петербурга.
- 2000 — «Рисунки старых советских мастеров». XL галерея, Москва.
- 2000 — «Визионер Борисов. В Пределах прекрасного». ЦСИ, Н. Новгород.
- 2000 — «Музей Борисова». Центр EDSVIK, Sollentuna, Швеция.
- 2000 — «Шведагон». Фотодокументация акции КД, центр «ДОМ», Москва.
- 1999 — «Homo Lignum 99». Spider and Mouse, Москва.
- 1999 — «Избранные места из записей Николая Ивановича Борисова или Тайная жизнь деревьев». XL галерея, Москва.
- 1998 — «Дневники И. Н. Борисова. Избранное». Международная печатная студия, Александрия, Виргиния.
- 1998 — «Искания рая». XL Галерея, Москва.
- 1997 — «Homo Lignum». XL Галерея, Москва.
- 1997 — «Частичное изменение». OBSCURI VIRI, Москва.
- 1996 — «Лигномания». XL Галерея, Москва.
- 1995 — «Как выжить на летнем снегу». Галерея «Пальто», Москва.
- 1995 — «Жизнь на снегу. Путешествие на льдине». Крингс-Эрнст галерея, Кёльн.
- 1995 — «Игра в крокет». Галерея OBSCURI VIRI, Москва.
- 1994 — «Чайка». Галерея Art III Инги Хебберт, Берлин.
- 1994 — «Рассказ писательницы». ЦДХ, Москва.
- 1994 — «Жизнь на снегу». Русский музей (Мраморный дворец), С.-Петербург.
- 1993 — «Закрытая рыбная выставка» (совместно с Е. Елагиной). Галерея Крингс Эрнст, Кёльн, ФРГ.
- 1993 — «Между оставленностью и надеждой». Галерея «Велта», Москва.
- 1992 — «Три взгляда». ГЦСИ, Москва.
- 1992 — «В пределах прекрасного» (совместно с Е. Елагиной). L галерея, Москва.
- 1990 — «Фридом — Либерти». Галерея Фи Кайнд, Нью-Йорк, США.
- 1990 — «Закрытая рыбная выставка» (совместно с Е. Елагиной). Музей МАНИ, Лобня — Москва.
- 1979 — «Чуйков, Абрамов, Макаревич». Бобур, Париж.
- 1979 — Выставка на ул. Вавилова, Москва.